# Bogside (nádraží)
Bogside byla železniční stanice sloužící severu města Irvine ve Skotsku. Stanice byla původně součástí železnice Glasgow, Paisley, Kilmarnock a Ayr (nyní Ayrshire Coast Line).
Byla otevřena 23. března 1840. Přístup byl omezen až do 1. června 1894, kdy se stala plně otevřenou veřejnosti. Stanice byla přejmenována na Bogside Race Course 30. června 1952, ale po uzavření Bogside Racecourse byla znovu přejmenována na Bogside 14. června 1965. Stanice byla cestujícím trvale uzavřena dne 2. ledna 1967.